# Demografia Ucrainei

Piramida animată a populației din 1989

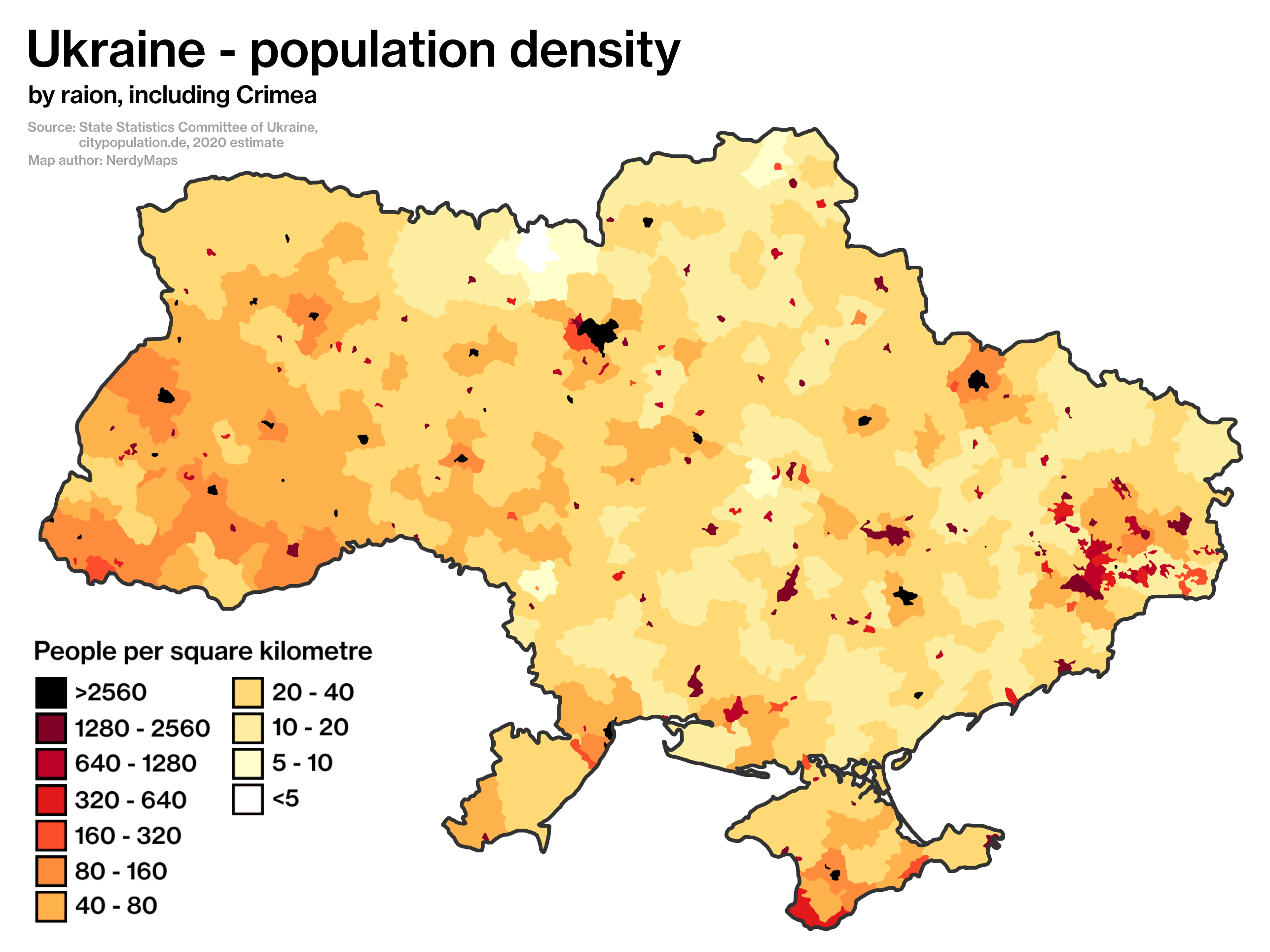
Densitatea populației în Ucraina după raion.

Datele demografice ale Ucrainei se referă la creșterea populației, densitatea populației, etnia, nivelul de educație, sănătatea, statutul economic, afilierile religioase și alte aspecte ale populației Ucrainei.
Datele din acest articol se bazează pe recensământul ucrainean din 2001 (cel mai recent recensământ), CIA World Factbook și cifrele Comitetului de Stat de Statistică al Ucrainei. Următorul recensământ este planificat să aibă loc după sfârșitul războiului ruso-ucrainean. 
Serviciul de Stat de Statistică al Ucrainei a estimat populația totală a țării (cu excepția Crimeei) la 1 ianuarie 2022 la aproximativ 41 de milioane. În timpul războiului din Donbas, guvernul ucrainean a pierdut controlul unor porțiuni din regiunea Donbas. În plus, din cauza invaziei ruse din 2022, mai mult de 8 milioane de ucraineni au fugit din țară într-o criză a refugiaților.

## Istorie
Existau aproximativ patru milioane de ucraineni la sfârșitul secolului al XVII-lea. Majoritatea informațiilor istorice provin de la Demoscope.ru. Teritoriul Ucrainei moderne la momentele enumerate mai sus a variat foarte mult. Vestul Ucrainei, la vest de râul Zbruch, până în 1939 a făcut de cele mai multe ori parte din Regatul Galiției și mai târziu din Republica Polonă. Lipsesc informații detaliate pentru acele teritorii. Crimeea și-a schimbat apartenența; în 1897 a fost parte a guvernoratului Taurida, dar după Revoluția din Octombrie a devenit parte a RSFS ruse, iar în 1954 a fost adusă sub administrarea RSS Ucraineene.
Teritoriul Budjak (Sudul Basarabiei) a devenit parte a RSS Ucraineene în iunie 1940. Recensămintele din 1926 până în 1989 au fost efectuate în RSS Ucraineană. Recensământul din 1897 este luat din statisticile a nouă guvernorate care se aflau pe teritoriul Ucrainei de astăzi. Statisticile înregistrărilor din 1906 sunt preluate de pe www.statoids.com, care oferă un grad larg de explicații istorice asupra situației din Rusia imperială. Statisticile recensământului din 1931 au fost estimate de profesorul Zenon Kuzela. Calculele sale sunt pentru data 1 ianuarie 1931. Acest etnograf este menționat în Enciclopedia Ucrainei ca una dintre sursele disponibile numai din cauza lipsei unui recensământ oficial. 
Recensământul din 2001 a fost primul (și până acum singurul) recensământ oficial al Ucrainei independente. Statisticile 2003–2009 au fost preluate de pe site-ul oficial al UkrStat și reprezintă datele din februarie al fiecărui an pentru populație.

## Foamete și migrații
Foametea din anii 1930, urmată de devastările celui de-al Doilea Război Mondial, au creat un dezastru demografic. Speranța de viață la naștere a scăzut la un nivel de până la 10 ani pentru femei și 7 pentru bărbați în 1933 și a crescut până în jurul valorii de 25 de ani pentru femei și 15 ani pentru bărbați în perioada 1941-1944. Potrivit The Oxford companion to World War II, „Peste 7 milioane de locuitori ai Ucrainei, mai mult de o șesime din populația de dinainte de război, au fost uciși în timpul celui de-al Doilea Război Mondial”.
Migrații semnificative au avut loc în primii ani ai independenței Ucrainei. Mai mult de 1 milion de oameni s-au mutat în Ucraina în 1991-1992, majoritatea din celelalte foste republici sovietice. În total, între 1991 și 2004, 2.2 milioane au imigrat în Ucraina (dintre aceștia, 2 milioane proveneau din celelalte state din fosta Uniune Sovietică), iar 2,5 milioane au emigrat din Ucraina (dintre aceștia, 1,9 milioane s-au mutat în alte republici din fosta Uniune Sovietică). În 2015, imigranții reprezentau aproximativ 11,4% din populația totală sau 4,8 milioane de oameni. În 2006, existau aproximativ 1,2 milioane de canadieni de origine ucraineană, transformând Canada în țara cu a treia populație ucraineană din lume, după Ucraina și Rusia. Există, de asemenea, comunități mari de diasporă ucraineană în Rusia, Polonia, Statele Unite ale Americii, Brazilia, Kazahstan și Argentina.
De prin 2015, a existat un număr tot mai mare de ucraineni care lucrează în Uniunea Europeană, în special în Polonia. Eurostat a raportat că 662.000 de ucraineni au primit permise de ședere în UE în 2017, dintre care 585.439 în Polonia. În 2019, statisticile Băncii Mondiale arată că remitențele de bani înapoi în Ucraina s-au dublat aproximativ din 2015 până în 2018 și valorează aproximativ 4% din PIB.  Autoritățile ucrainene înregistrează doar cetățenii săi care solicită cetățenia străină, nu pe cei care solicită rezidența în străinătate.
După debutul invaziei rusești a Ucrainei (2022-prezent), opt milioane de oameni au fugit în timpul crizei ucrainene a refugiaților din 2022-2023, cea mai mare criză a refugiaților din Europa de la al Doilea Război Mondial încoace. Majoritatea au plecat în Europa Centrală.

## Declinul populației

Estimările piramidei populației Ucrainei din 2015 până în 2030, care arată efectele războiului ruso-ucrainean.

Populația Ucrainei din 1950

Potrivit estimărilor Serviciului de Stat de Statistică al Ucrainei, populația Ucrainei (excluzând Crimeea) la 1 mai 2021 era de 41.442.615. 
Populația țării este în scădere începând cu anii 1990 din cauza unei rate ridicate de emigrare, combinată cu rate mari de deces și rate scăzute ale natalității. Populația s-a micșorat cu o medie de peste 300.000 de locuitori anual din 1993.
În 2007, rata de scădere a populației țării a fost a patra cea mai mare din lume.
Ucraina suferă o rată de mortalitate ridicată din cauza poluării mediului, a dietelor proaste, a fumatului pe scară largă, a alcoolismului extins în societate și a îngrijirilor medicale de slabă calitate. 
În perioada 2008-2010, peste 1,5 milioane de copii s-au născut în Ucraina, comparativ cu mai puțin de 1,2 milioane în perioada 1999–2001. În 2008, Ucraina a înregistrat rate de natalitate record de la independența din 1991. Rata mortalității infantile a scăzut, de asemenea, de la 10,4‰ decese la 8,3‰ pentru copiii sub un an. Aceasta este mai mică decât în 153 de țări ale lumii.
În 2019, guvernul a efectuat un recensământ electronic folosind mai multe surse, inclusiv telefoane mobile și date privind pensiile, și a estimat că populația Ucrainei, excluzând Crimeea și părți din Donbas, este de 37,3 milioane. Aproximativ 20 de milioane erau în vârstă activă de muncă. 

## Fertilitatea și politicile pentru sprijinul natalității

Piramida populației din Ucraina în 2023

Rata actuală a natalității în Ucraina, în 2020, este de 8,1 născuți vii/1.000 de locuitori, iar rata mortalității este de 14,7 decese/1.000 de locuitori. 
Fenomenul de fertilitate de cel mai scăzut nivel, definit ca fertilitate totală sub 1,3, apare în toată Europa și este atribuit de mulți amânării concepției unui copil. Ucraina, unde fertilitatea totală (de 1,1 în 2001 - la cel mai scăzut nivel), a fost una dintre cele mai scăzute din lume, arată că există mai mult de o cale către fertilitatea de cel mai scăzut nivel. Deși Ucraina a suferit transformări politice și economice imense în perioada 1991-2004, ea și-a menținut o vârstă fragedă a femeilor la prima naștere și aproape toate femeile aveau copii. Analiza statisticilor naționale oficiale și ancheta ucraineană privind sănătatea reproducerii arată că fertilitatea a ajuns la niveluri foarte scăzute fără a trece la un model ulterior de amânare a concepției. Constatările din interviurile focus-grupurilor sugerează explicații ale modelului timpuriu de fertilitate. Aceste constatări includ persistența normelor tradiționale privind nașterea și rolurile bărbaților și femeilor, preocupările legate de complicațiile medicale și infertilitatea la o vârstă mai înaintată, dar și legătura dintre fertilitatea timpurie și căsătoria timpurie. În consecință, Ucraina are una dintre cele mai bătrâne populații din lume, cu vârsta medie de 40,8 ani.
Pentru a atenua scăderea populației, guvernul continuă să crească plățile pentru întreținerea copiilor. Astfel, oferă plăți unice de 12.250 de grivne pentru primul copil, 25.000 de grivne pentru al doilea și 50.000 de grivne pentru al treilea și al patrulea, împreună cu plăți lunare de 154 de grivne per copil.  Tendința demografică dă semne de îmbunătățire, deoarece rata natalității a crescut constant din 2001. Creștere netă a populației în primele nouă luni ale anului 2007 a fost înregistrată în cinci provincii ale țării (din 24), iar scăderea populației dădea semne de stabilizare la nivel național. În 2007, cele mai mari rate ale natalității au fost în regiunile vestice. În 2008, Ucraina a ieșit din fertilitatea de cel mai scăzut nivel, iar tendința ascendentă a continuat până în 2012, în timp ce populația era încă în scădere, dar într-un ritm care încetinea de la an la an. Dacă tendințele de la începutul anilor 2010 ar fi continuat, populația Ucrainei ar fi putut reveni pe creștere în același deceniu. Tendințe similare au fost observate și în Rusia și Belarus, care au avut o creștere a populației în anii 2010. În 2014 s-a restabilit scăderea puternică a nașterilor, anul 2018 având mai puțin de jumătate din numărul de nașteri din 1989. În 2020 numărul nașterilor a scăzut la 293.000, atingând niveluri nemaivăzute nici la sfârșitul anilor 90 și debutul anilor 2000 când numărul nașterilor începea să crească.

## Limbile vorbite

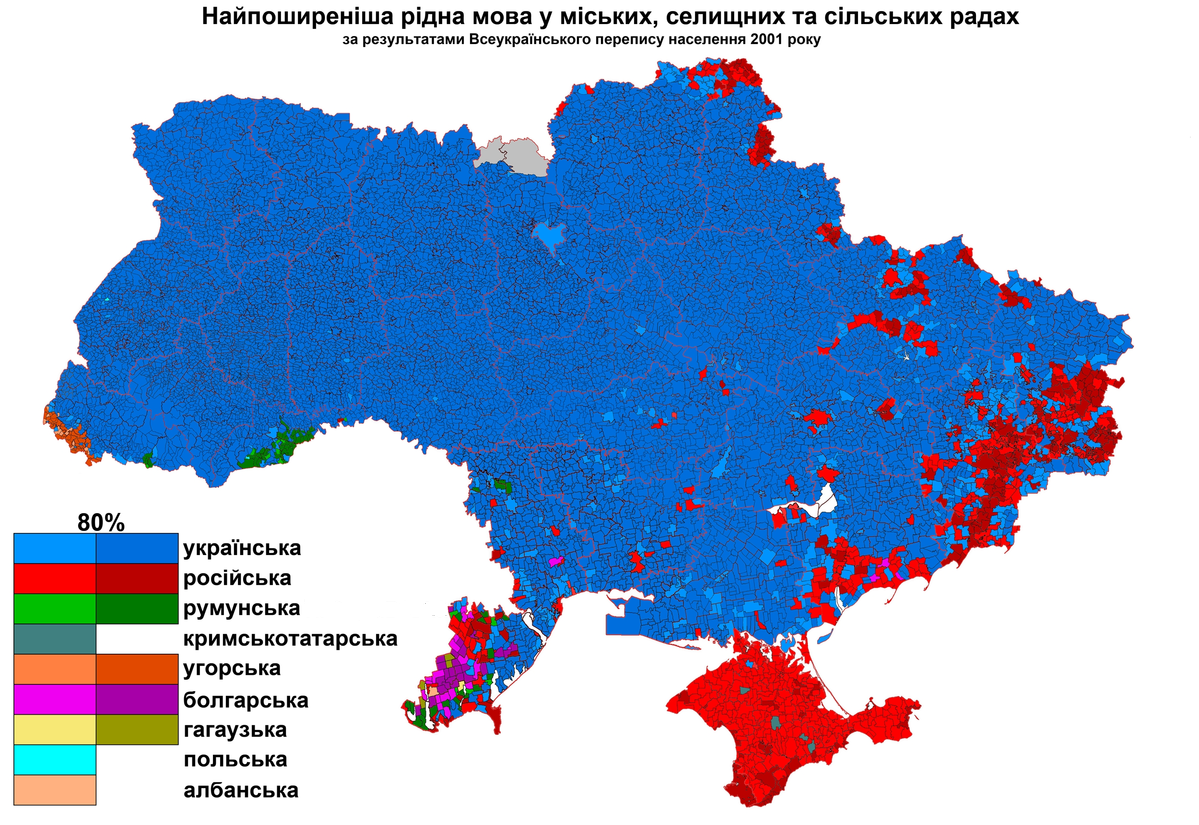
Cea mai răspândită limbă maternă în consiliile locale din Ucraina conform recensământului din 2001 (consiliile locale cu populație preponderent românofonă în verde)

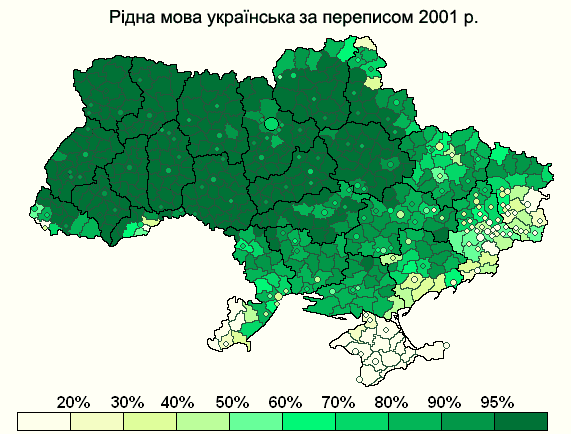
Procentul populației din orașele și raioanele Ucrainei care a indicat ucraineana ca limbă maternă la recensământul din 2001

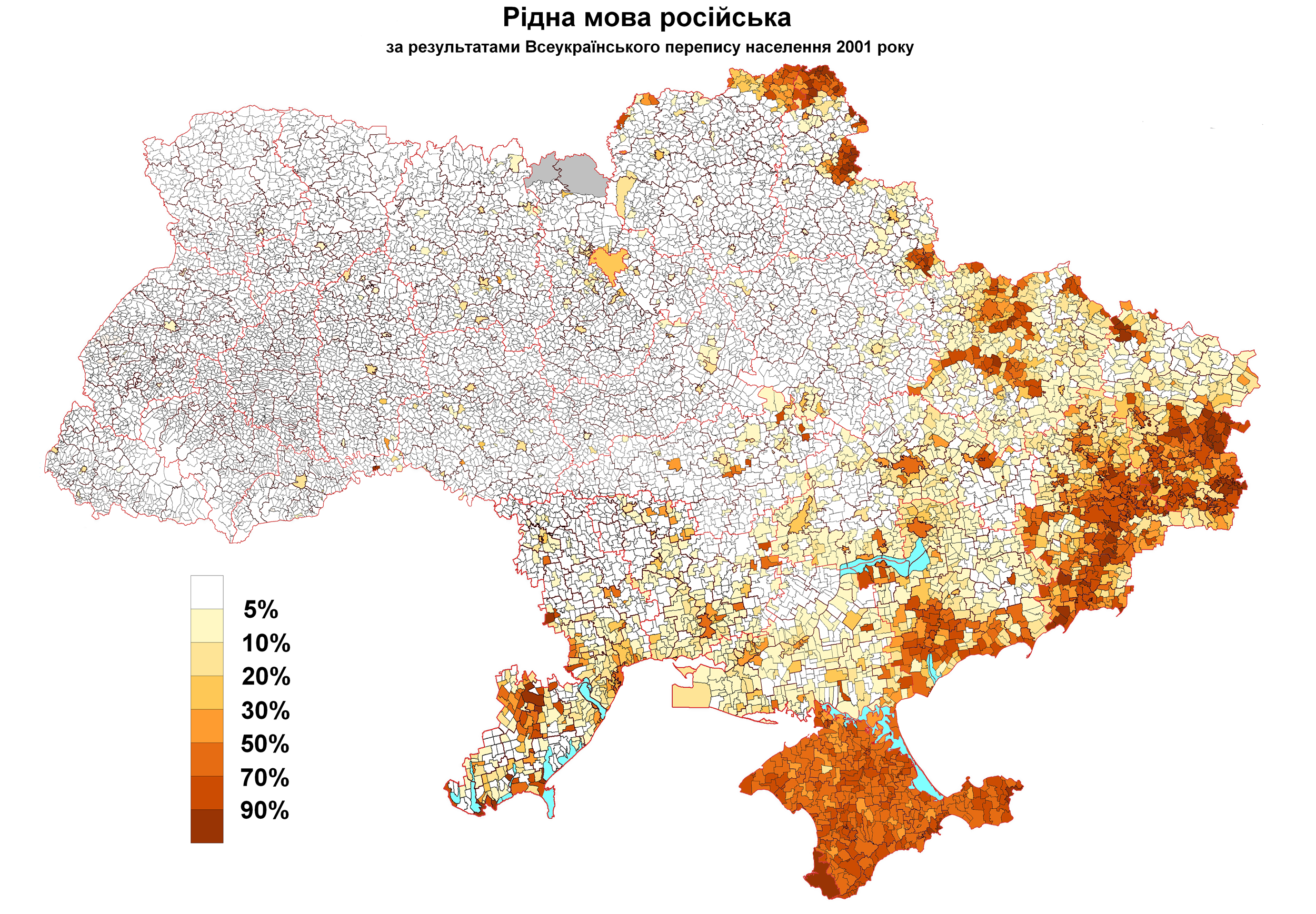
Procentajul populației din consiliile locale din Ucraina care a indicat rusa ca limbă maternă la recensământul din 2001

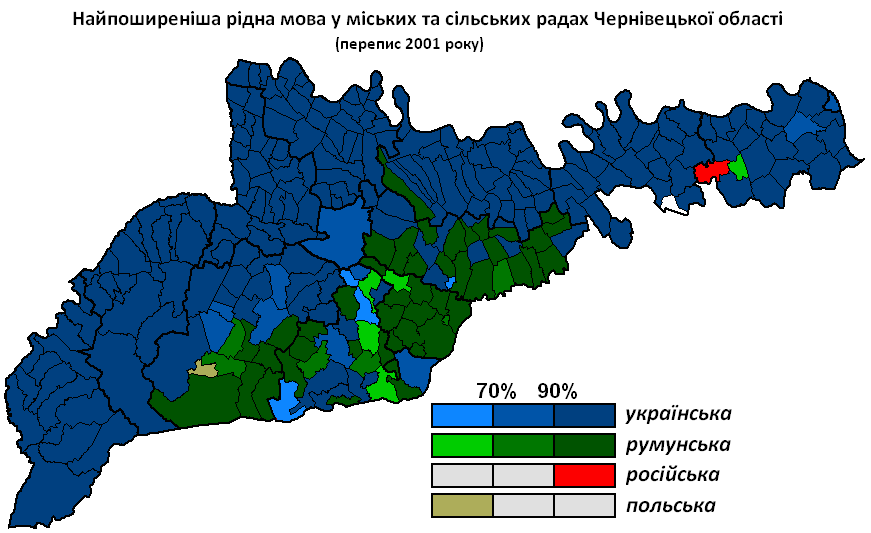
Cea mai frecventă limbă maternă în consiliile locale din regiunea Cernăuți conform recensământului din 2001 (consiliile locale cu populație preponderent românofonă în verde)

Conform Constituției, singura limba oficială a Ucrainei este limba ucraineană. Rusa, limba oficială de facto a Uniunii Sovietice, este vorbită de mulți ucraineni, mai ales în regiunile estice și sudice. Conform recensământului din 2001, 67.5% din populație a declarat ucraineana ca limbă maternă și 29.6% au declarat rusa. Majoritatea vorbitorilor nativi de ucraineană cunosc rusa ca a doua limbă.
Conform recensământului din 2001, limba română (sau „moldovenească”) a fost numită limbă maternă de 18,64% (11,85% „română”, 6,79% — „moldovenească”) din populația regiunii Cernăuți, 3,79% (0,01% și 3,78%) din populația regiunii Odesa și 2,60% (2,57% și 0,03%) din populația regiunii Transcarpatia. Potrivit Serviciului de Stat de Statistică al Ucrainei, în anul școlar 2023/24, în regiunea Cernăuți au urmat învățământul secundar general 105.874 de elevi, dintre care 93.134 (87,97%) au studiat în clase de limba ucraineană și 12.740 (12,03%) în clase de limba română. Dintre cei 48.486 de elevi din învățământul secundar din instituțiile de învățământ din mediul urban, 47.165 (97,28%) au studiat în limba ucraineană și 1.321 (2,72%) în limba română. Dintre cei 57.388 de elevi din învățământul secundar din instituțiile de învățământ din mediul rural, 45.969 (80,10%) au fost școlarizați în limba ucraineană, iar 11.419 (19,90%) în limba română
Rusificarea Ucrainei, care a început odată cu încorporarea teritoriilor de etnie ucraineană în Imperiul Rus și care s-a răspândit în mod deosebit în Uniunea Sovietică după sfârșitul celui de-al Doilea Război Mondial, a dus la o scădere semnificativă a proporției populației vorbitoare de ucraineană în Ucraina, în special în regiunile urbanizate din sud și est și, într-o mai mică măsură, în regiunile centrale ale țării. Doar în unele regiuni vestice proporția populației vorbitoare de ucraineană a crescut. În urma independenței, guvernul Ucrainei a urmat o politică de ucrainizare, pentru a crește gradul de utilizare a limbii ucrainene, descurajând limba rusă, care a fost interzisă sau restrânsă în mass-media și filme. Astfel, programele TV în limba rusă sunt subtitrate în ucraineană, cu excepția filmelor în rusă realizate în perioada sovietică.

Conform Constituției Republicii Autonome Crimeea, ucraineana este singura limbă oficială a republicii. Totuși, constituția republicii recunoaște limba rusă ca limbă a majorității populației și îi garantează utilizarea "în toate sferele vieții publice". Similar, tătarei crimeene (limba unei minorități de 12% din populația republicii) îi este garantată protecția specială a statului, ca și "limbile celorlalte naționalități". Vorbitorii de rusă constituie o majoritate importantă a populației Crimeei (77%), vorbitorii de ucraineană constituind doar 10,1%, iar cei ai tătarei crimeene 11,4%. Dar, în viața de zi cu zi, majoritatea ucrainenilor și tătarilor din Crimeea folosesc și ei rusa.
De la izbucnirea războiului ruso-ucrainean în 2014 și, în mare măsură, de la începutul invaziei ruse în 2022, interesul pentru limba, cultura și istoria ucraineană a crescut semnificativ în societatea ucraineană. În același timp, există o respingere masivă și uneori ostilitate față de limba rusă. Sprijinul pentru ideea de a acorda limbii ruse un statut oficial în întreaga Ucraină sau în unele dintre regiunile sale a atins cel mai scăzut nivel din întreaga perioadă analizată.
În același timp, Rusia urmărește o politică de rusificare forțată a teritoriilor ucrainene pe care le ocupă: școlile predau exclusiv în limba rusă, chiar și în așezările în întregime vorbitoare de ucraineană, iar manualele ucrainene sunt interzise. Potrivit unui raport al organizației pentru drepturile omului Human Rights Watch, Rusia îndoctrinează școlarii din teritoriile ocupate cu propagandă antiucraineană, iar oficialii ruși au luat și continuă să ia măsuri pentru a elimina limba ucraineană, încălcând o serie de dispoziții ale dreptului internațional. Copiii ucraineni deportați forțat în Rusia sunt, de asemenea, supuși rusificării.

## Populația

Speranța de viață în Ucraina din 1900

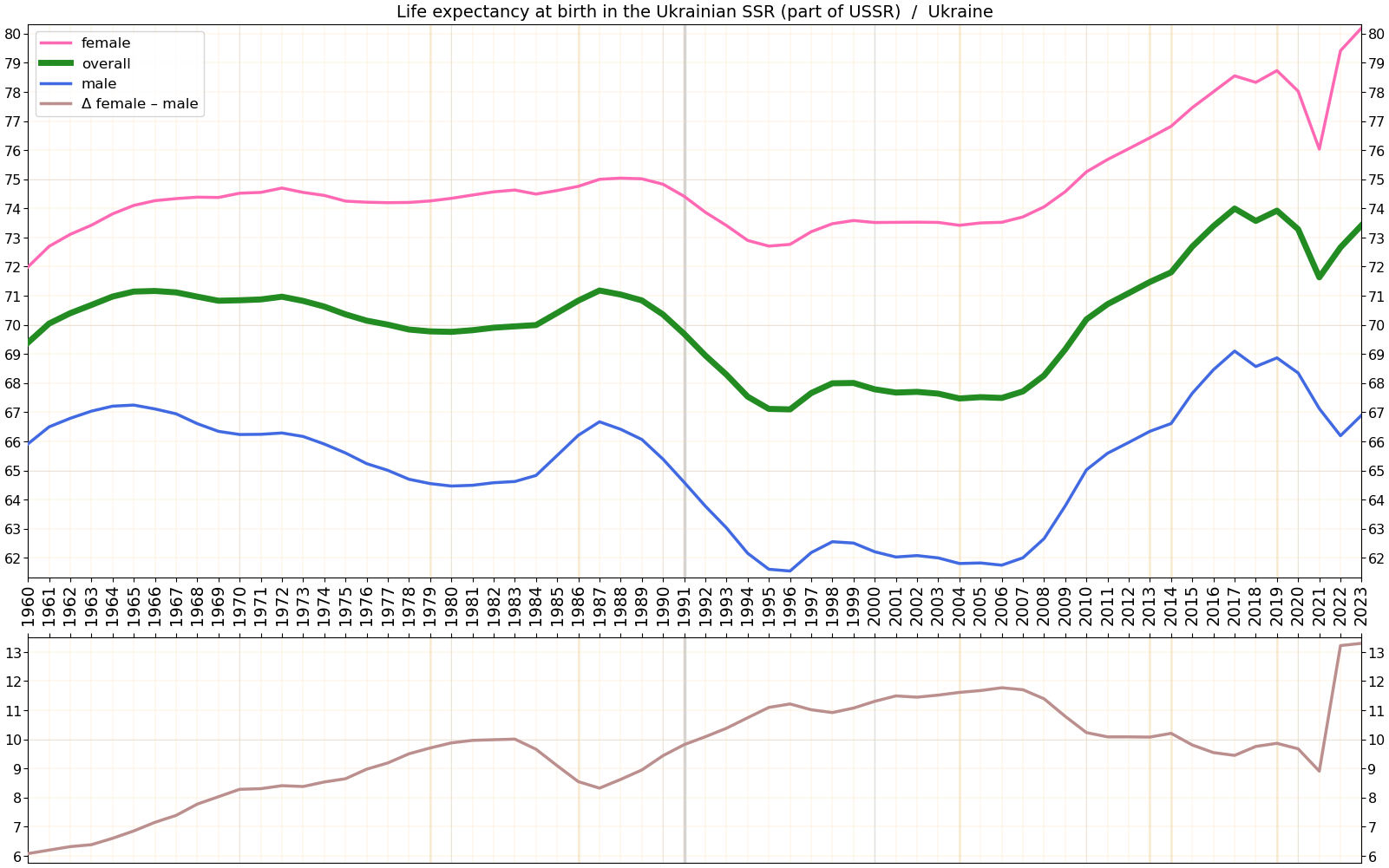
Speranța de viață în Ucraina din 1960 după sex

### Speranța de viață

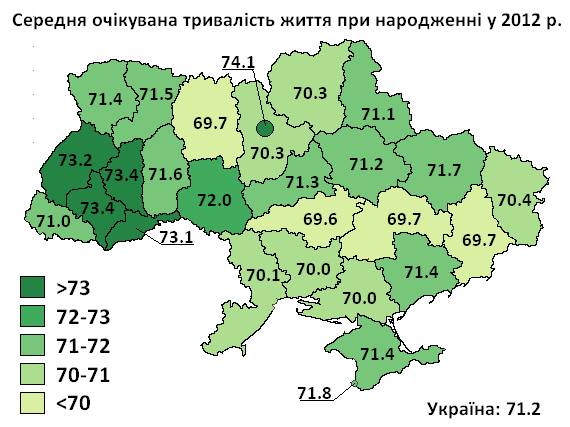
Speranța de viață la naștere în Ucraina în funcție de regiune în 2012

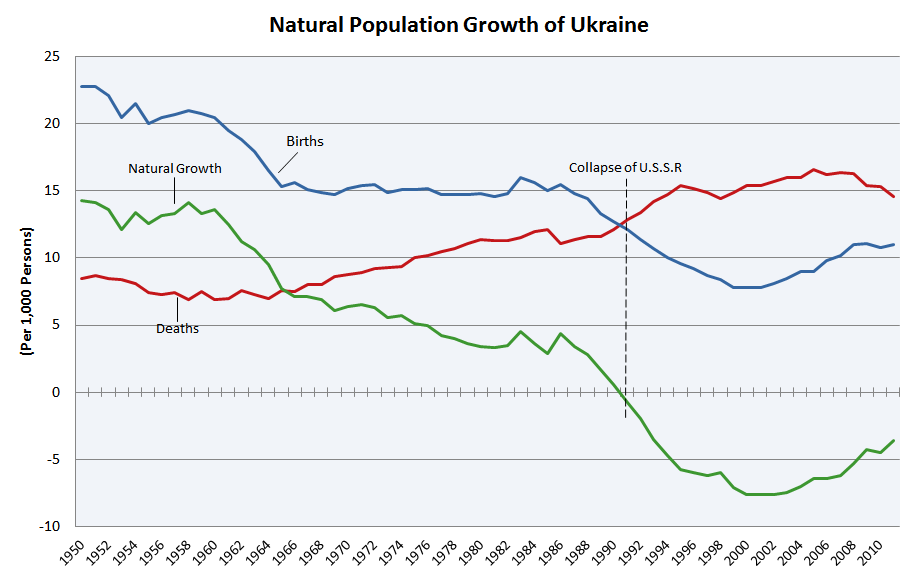
Creșterea naturală a populației Ucrainei în perioada 1950–2010.

Speranța medie de viață la naștere din totalul populației:
- populație totală: 71,37▲ ani
- masculin: 66,34▲ ani
- feminin: 76,22▲ ani (oficial în 2013)